# Прва влада Зорана Заева
Прва влада Зорана Заева је Влада Републике Северне Македоније формирана 31. маја 2017. године.
Ова је влада формирана после парламентарних избора 11. децембра 2016.
Ова влада је дошла на власт после 11 година власти странке ВМРО-ДПМНЕ.

## Састав Владе
| Ресор                                                       | Портрет | Име и презиме       | Странка   |
| ----------------------------------------------------------- | ------- | ------------------- | --------- |
| Премијер                                                    |         | Зоран Заев          | СДСМ      |
| Вицепремиери                                                |         |                     |           |
| Вицепремијер (за економска питања)                          |         | Кочо Анђушев        | СДСМ      |
| Вицепремијер (за евроинтеграције)                           |         | Бујар Османи        | ДУИ       |
| Вицепремијер (за политички систем и однос између заједница) |         | Хазби Лика          | ДУИ       |
| Министри                                                    |         |                     |           |
| министар спољних послова                                    |         | Никола Димитров     | независан |
| министар унутрашњих послова                                 |         | Оливер Спасовски    | СДСМ      |
| министар одбране                                            |         | Радмила Шекеринска  | СДСМ      |
| министар финансија                                          |         | Драган Тевдовски    | СДСМ      |
| министар за рад и социјалну политику                        |         | Мила Царовска       | СДСМ      |
| министар за саобраћај и комуникацију                        |         | Горан Сугарески     | СДСМ      |
| министар за пољопривреду, шумарство и водопривреду          |         | Љупчо Николовски    | СДСМ      |
| министар културе                                            |         | Роберт Алаѓозовски  | СДСМ      |
| министар просвете и науке                                   |         | Рената Дескоска     | СДСМ      |
| министар за информатику и администрацију                    |         | Дамјан Манчевски    | СДСМ      |
| министар правде                                             |         | Билен Салиу         | ДУИ       |
| министар економије                                          |         | Крешник Бектеши     | ДУИ       |
| министар за животну средину и просторно планирање           |         | Садула Дураку       | ДУИ       |
| министар здравља                                            |         | Арбен Таравари      | АА        |
| министар за локалну самоуправу                              |         | Сухејл Фазлиу       | АА        |
| Министри без ресора                                         |         |                     |           |
| министар без ресора                                         |         | Едмонд Адеми        | СДСМ      |
| министар без ресора                                         |         | Роберт Поповски     | СДСМ      |
| министар без ресора                                         |         | Зорица Апостоловска | НСДП      |
| министар без ресора                                         |         | Зоран Шапурић       | ЛДП       |
| министар без ресора                                         |         | Аднан Ћахил         | ПДТ       |
| министар без ресора                                         |         | Самка Ибраимовски   | ПЦЕР      |
| министар без ресора                                         |         | Рамиз Мерко         | ДУИ       |